# برنتی
برنتی (به لاتین: Berenty) یک منطقهٔ مسکونی در ماداگاسکار است که در Ankazoabo District واقع شده‌است. برنتی ۱٬۰۰۰ نفر جمعیت دارد و ۳۹۹ متر بالاتر از سطح دریا واقع شده‌است.